# Усачёва улица
Усачёва у́лица (иногда ошибочно у́лица Усачёва) — улица в центре Москвы в Хамовниках между переулком Хользунова и Хамовническим Валом. Здесь расположен парк «Усадьба Трубецких».

## Происхождение названия
В XVIII веке — Нащокинский переулок по фамилии домовладельца Нащокина. Современное название — по фамилии проживавшего здесь в начале XIX века купца С. И. Усачёва; некоторое время называлась Усачёв переулок. Распространённое наименование этой улицы в форме родительного падежа — улица Усачёва — неверно.

## Описание

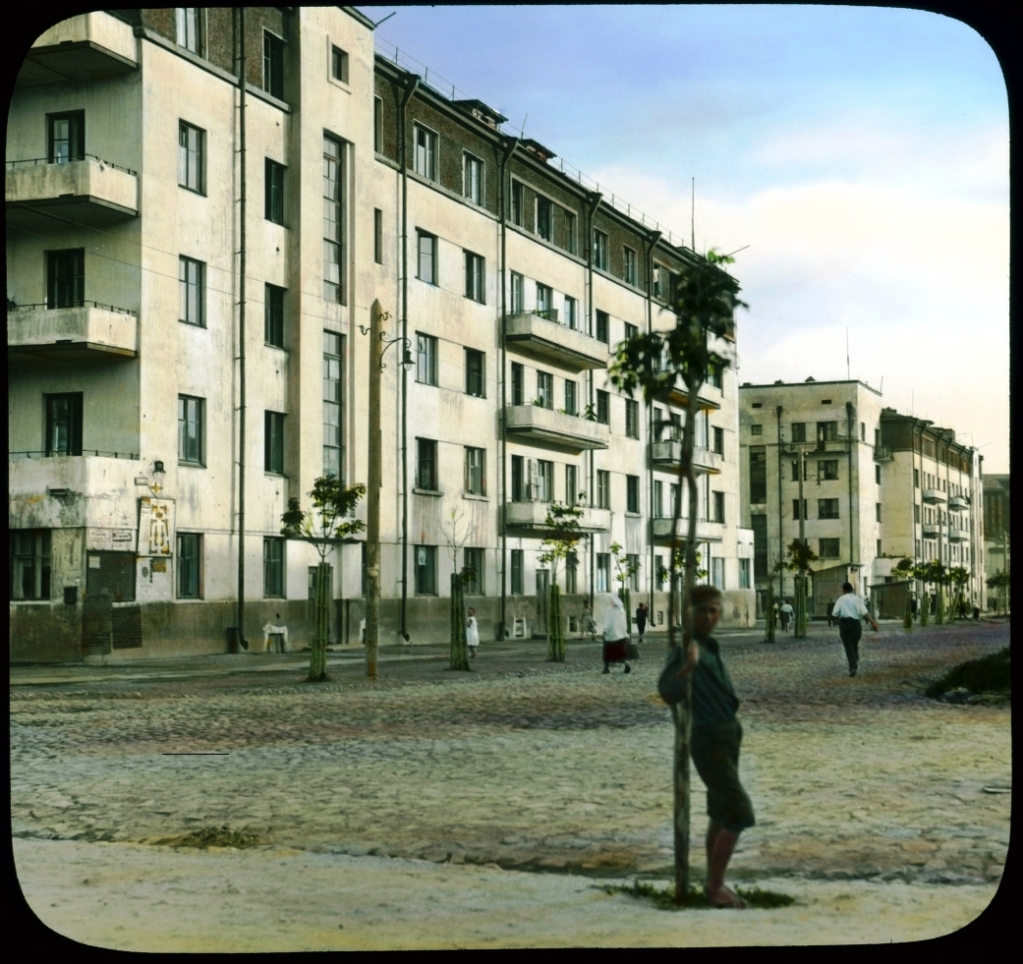
Усачёвка в 1931 году

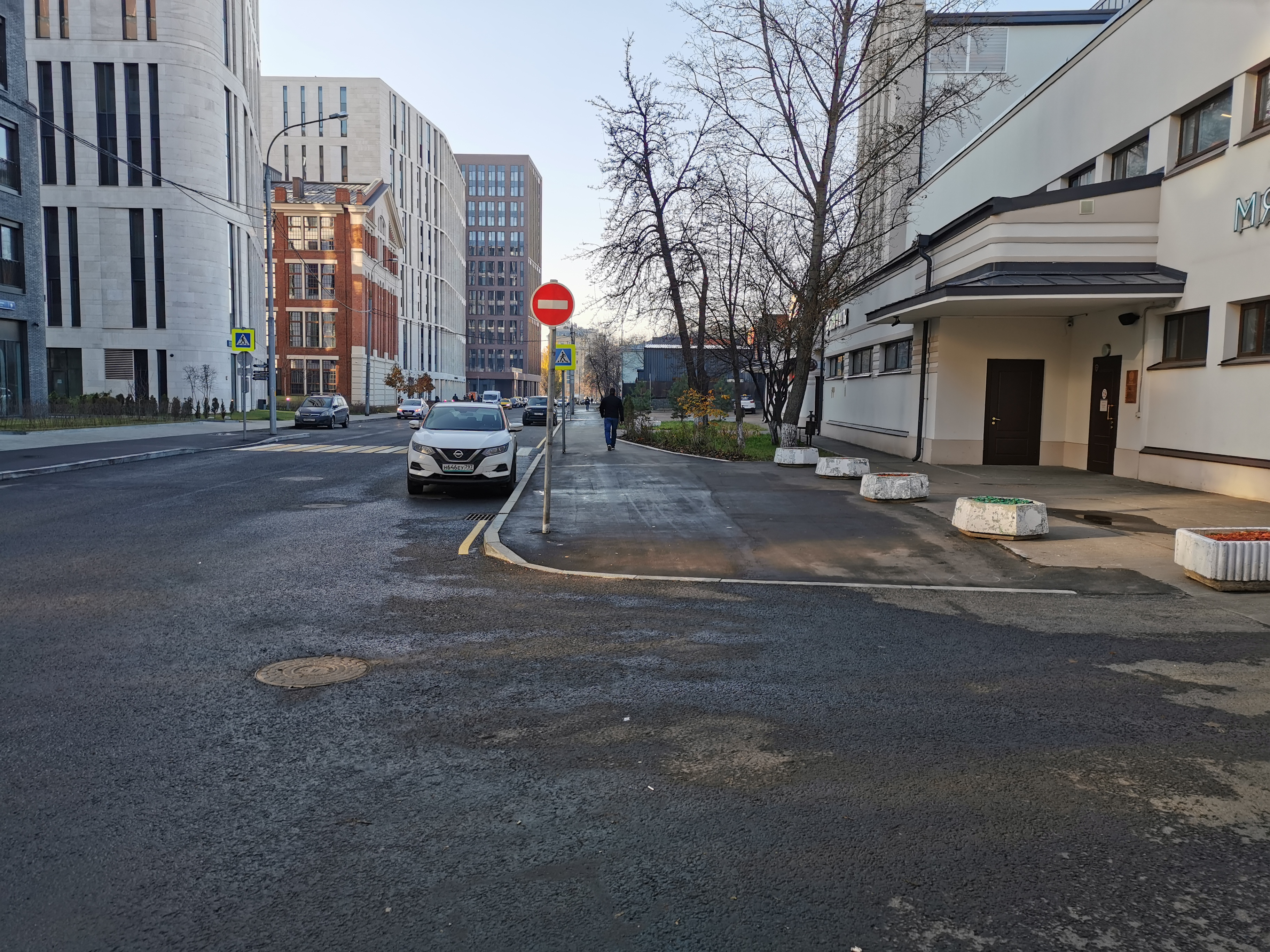
Усачёва улица 2022 год

Усачёва улица является продолжением Оболенского переулка за переулком Хользунова. Проходит на юго-запад вдоль парка «Усадьба Трубецких в Хамовниках», пересекает Трубецкую улицу, слева к ней примыкают 1-й Шибаевский переулок и Кооперативная улица, справа — Усачёвский переулок, пересекает улицу 10-летия Октября, затем слева на неё выходит улица Савельева, а справа — Учебный переулок. Заканчивается на улице Хамовнический Вал.

## Примечательные здания и сооружения
В основном улица застроена типовыми четырёх-пятиэтажными кирпичными домами постройки конца 20-х годов (рабочий посёлок «Усачёвский» («Усачёвка»), 1925—1928, архитектор А. И. Мешков, при участии Н. Молокова, Н. Щербакова, инженеров Г. Масленникова, А. Волкова и др.)
По нечётной стороне
- № 1 — участок, на котором стоял деревянный дом Трубецких — памятник архитектуры второй половины XVIII века, считавшийся в конце XX века старейшим деревянным зданием Москвы[4]. В 2002 году памятник архитектуры был снесён и впоследствии заменён бетонным новоделом[5]. В 2005 г. снят с охраны «в связи с физической утратой»[4].
- № 3 —  ОКН № 7702237000№ 7702237000 «Усадьба Трубецких».
- № 7/1 — здание военного учебного центра (ВУЦ) МИРЭА — Российского технологического университета (РТУ МИРЭА).
- № 11 — корпуса завода «Каучук» (1915—1916, архитектор Р. И. Клейн, снесены[6]). Ныне вл. 11, 3-я очередь строительства, квартал № 5 (корпуса жилой застройки № 5.1, 5.2). Проектируемый жилой комплекс состоит из двух 12-15-этажных корпусов, объединённых общей 1-2-этажной подземной частью.
- № 29 (кор. 1, 2, 3, 4, 7, 8, 9) — жилые дома постройки 1928 года, входят в состав жилого комплекса «Усачёвка» (архитекторы А. И. Мешков, Н. М. Молоков, Н. А. Щербаков, А. Н. Волков, Галкин, инженер Г. П. Масленников). В рамках гражданской инициативы «Последний адрес» на доме установлен мемориальный знак с именем бухгалтера Владимира Петровича Яковлева[7], расстрелянного в годы сталинских репрессий, также в этом доме установлена мемориальная табличка, что с 1927 по 1935 году здесь жил организатор и первый командир знаменитой Железной дивизии Гая Гай (1887—1937), также расстрелянного в годы сталинских репрессий[8]. В базе данных правозащитного общества «Мемориал» есть имена 26 жильцов этого дома, расстрелянных в годы террора[9].
- № 35 — общежитие студентов Академии коммунистического воспитания им. Н. К. Крупской (1926—1927, архитекторы А. К. Иванов, Н. М. Вавировский). Изначально цокольный этаж построенного в конструктивистском стиле здания был поставлен на «ножки» — круглые бетонные опоры; позднее первый этаж был заложен, что придало всему зданию тяжеловесность. Строительство осуществляло русско-германское общество «Русгерстрой» по методу «тёплого бетона». Первоначально кирпичные стены впоследствии были оштукатурены и окрашены в светлый цвет[10]

По чётной стороне
- № 6 — здание факультета математики НИУ-ВШЭ
- № 10 — Усачёвские бани (1931—1934).
- № 12 — здание магазина построено в 1927 году по типовому проекту архитектора В. Ильяшева и инженера Р. Соловьёва[11]
- № 24 — ГК Ростех.
- № 26 — Усачёвский рынок — гастромаркет с большим выбором разной еды: от бургеров до мидий по-французски. Здесь же можно купить продукты домой.

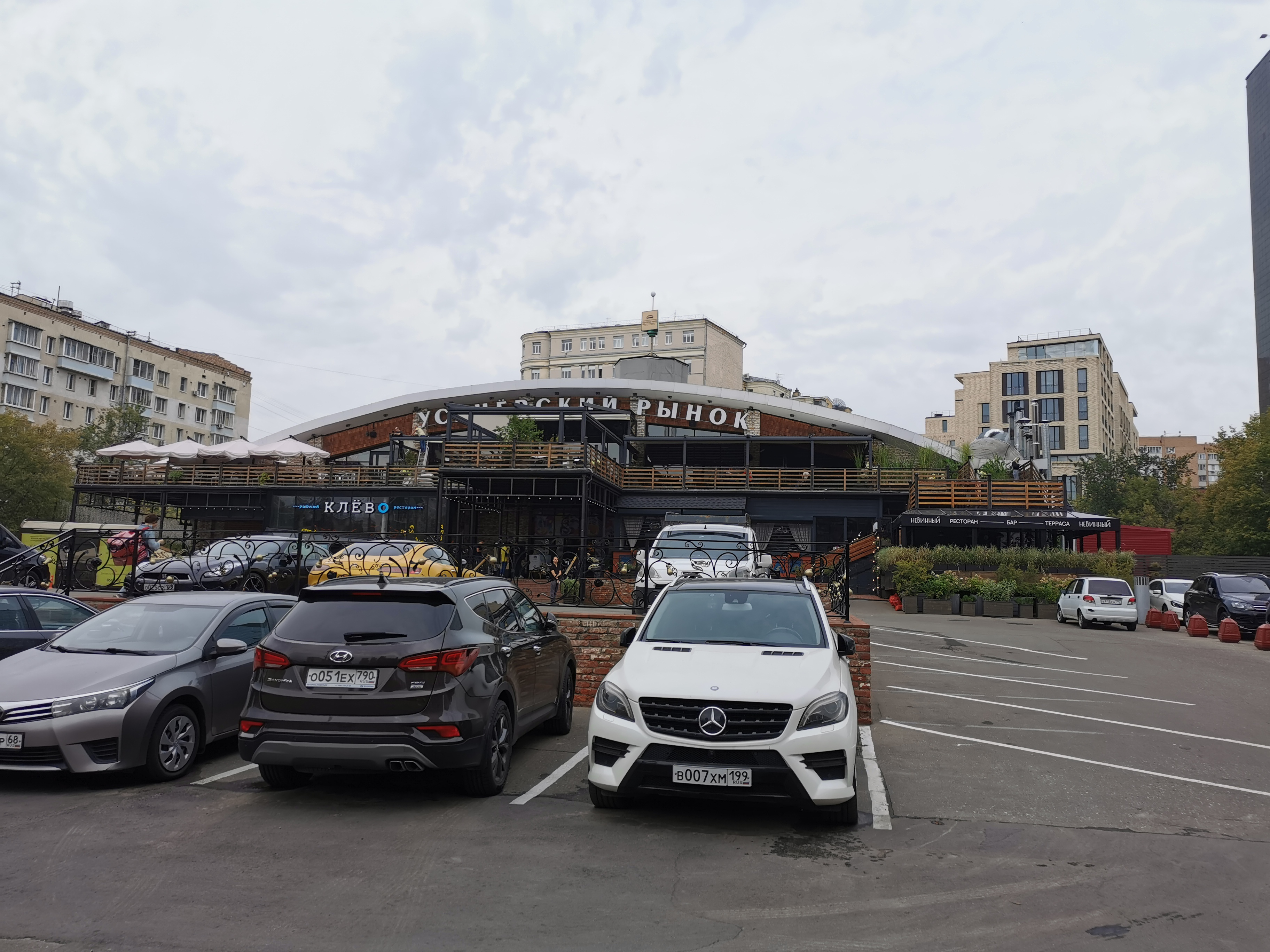
Усачёвский рынок на Усачёвой улице

- № 50 —  ОКН № 7735487000№ 7735487000 школьное здание (1929—1930, архитекторы М. И. Мотылёв, Б. А. Малышев). Первоначально — 2-я образцовая школа Фрунзенского района[12]. Здание полностью реконструировано и достроено, ныне это Лицей № 1535.
- № 62 — жилой дом. Здесь жил лингвист О. Н. Трубачёв[13].
- № 66А — школьное здание (1935, архитектор К. И. Джус-Даниленко). На базе этого школьного здания К. И. Джус-Даниленко разработал типовой проект, получивший более 60 реализаций. Ныне — школа № 45.

## Зоны отдыха
К Усачёвой улице прилегает парк «Усадьба Трубецких в Хамовниках». До Октябрьской революции приусадебный парк принадлежал роду Трубецких, в советские годы был известен как детский парк и база для станции юных натуралистов. Сегодня остаётся районным парком для прогулок и отдыха. Тут обустроены детские и спортивные площадки, зона для выгула собак.
На участке улицы, ограниченном улицей 10-летия Октября и Учебным переулком, расположен сквер. В 2017 году он был полностью благоустроен: здесь появились две детские площадки, новые фонари и скамейки. Отдельная дорожка предусмотрена для выгула собак.